# Holger Scholze

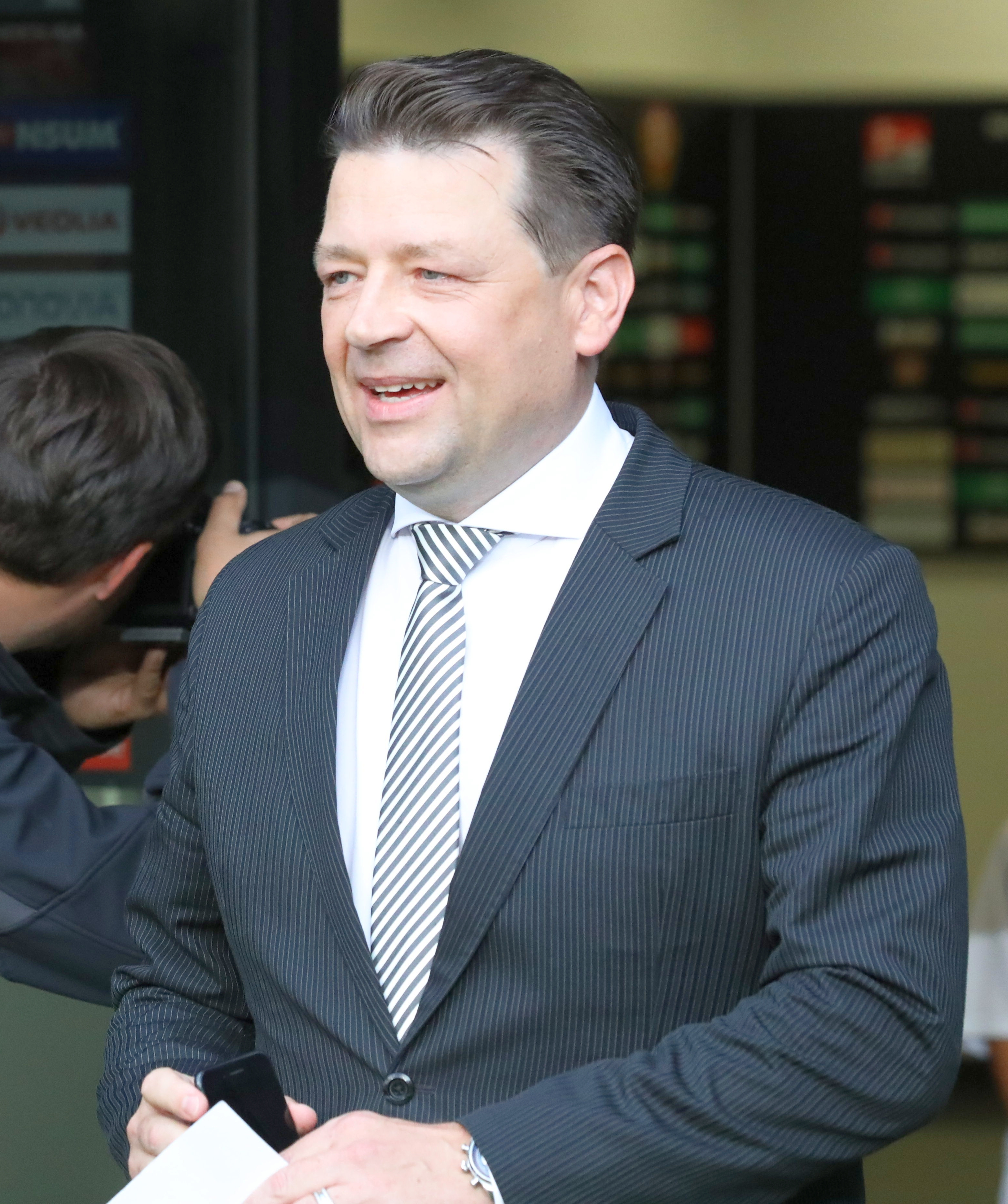
Holger Scholze (2019)

Carsten Holger Scholze (* 8. Juli 1971 in Wolgast, Bezirk Rostock, Deutsche Demokratische Republik) ist ein deutscher Börsenkorrespondent, Moderator und Sportfunktionär. Von 2018 bis 2024 war er Präsident des Fußballvereins SG Dynamo Dresden.

## Leben
Scholze, der während eines Ostseeurlaubs seiner Eltern geboren wurde, wuchs in Bautzen auf, wo er auch sein Abitur ablegte. Sein Vater Rainer war Uhrmachermeister, Juwelier und Vizepräsident des Handelsverbands Sachsen, seine Mutter Susanne leitete gemeinsam mit ihrem Mann das seit 1892 bestehende Familienunternehmen. In seiner Jugend spielte Holger Scholze Fußball, wechselte später zur Leichtathletik, wo er im Zehnkampf sowie Drei- und Weitsprung aktiv war. 1992 begann er zunächst ein Studium der Zahnmedizin in Dresden, 1996 nahm er ein Studium der Betriebswirtschaftslehre auf, engagierte sich parallel in der Interessengemeinschaft Börse an der Technischen Universität Dresden und war über mehrere Jahre Vorstandsvorsitzender und Beiratssprecher des studentischen Vereins, zu dessen Ehrenmitglied er 2008 ernannt wurde. Von 1997 bis 2002 arbeitete er in der Projektleitung des „Aktionstag Börse International“, 1999 und 2000 war er im Vorstand und später im Beirat des Bundesverbandes der Börsenvereine an deutschen Hochschulen tätig, welcher ihn im Jahre 2016 für seine besonderen Verdienste als erste Person überhaupt mit der Ehrennadel auszeichnete.
Scholze arbeitete für verschiedene Banken und Gesellschaften im Börsensektor und gründete 2001 in Dresden eine Event- und PR-Agentur. Nach zwei Jahren übertrug Scholze seine Anteile an die anderen Gesellschafter und arbeitete fortan als freier TV-Börsenkorrespondent und Moderator. Dabei berichtete er u. a. für den Nachrichtensender n-tv. Im April 2011 übernahm Scholze für eine Saison die Leitung der Abteilung Medien und Kommunikation der SG Dynamo Dresden, in dieser Rolle war er auch Pressesprecher des Fußballvereins. Von 2013 bis 2016 fungierte er zudem als einer von fünf Kolumnisten des Finanzportals Onvista. 2014 war Scholze Mitgründer und bis 2018 Vorstandsvorsitzender des Fördervereins Aufschlag Dresden, der die Nachwuchs-Volleyballerinnen des VC Olympia Dresden unterstützt.
Am 8. Oktober 2018 wurde Scholze zunächst vom Aufsichtsrat der SG Dynamo Dresden in das Übergangspräsidium des Fußballvereins berufen. Als Nachfolger von Andreas Ritter übernahm er das Amt des Präsidenten. In diesem wurde er am 19. Dezember 2018 und am 18. November 2023 im Rahmen einer Mitgliederversammlung bestätigt. Nach internen Querelen, die den zeitweisen Entzug seiner Mitgliedsrechte und ein Ehrenratsverfahrens zur Folge hatten, trat er am 16. November 2024 vom Amt des Präsidenten zurück. Sein Nachfolger im Amt wurde Ronny Rehn.